# Jason Kelce
Jason Daniel Kelce, född 5 november 1987, är en föredetta amerikansk fotbollsspelare från USA som spelade som center i Philadelphia Eagles i National Football League under hela sin 13-åriga karriär. Han är äldre bror till Travis Kelce som spelar som tight end för Kansas City Chiefs. Vid ett presskonferens 4 mars 2024 meddelade Kelce att han avslutade sin karriär.

## Tidig karriär och college
Kelce föddes i Cleveland Heights, Ohio och spelade collegefotboll för Cincinnati Bearcats. 

### University of Cincinnati (2006–2010)
Kelce spelade college fotboll för University of Cincinnati Bearcats. Under sin tid på Cincinnati startade Kelce i 38 matcher, 26 som left guard och 12 som center. Han var en nyckelspelare i Bearcats anfall och hjälpte dem att vinna Big East Conference-mästerskapet 2009.

### Utveckling som spelare
Under sin tid på Cincinnati utvecklades Kelce till en skicklig och mångsidig offensive lineman. Han lärde sig spela både left guard och center och blev känd för sin förmåga att både passa och blockera. Kelce var också en stark ledare på och utanför planen.
Han draftades av Eagles i sjätte rundan av NFL Draft 2011.

## NFL-karriär
Kelce etablerade sig snabbt som en startande center för Eagles och blev känd för sin förmåga att både passa och blockera. Han har valts till Pro Bowl sju gånger och All-Pro sex gånger. Kelce var en nyckelspelare i Eagles Super Bowl LII-seger 2017 och utsågs till spelets mest värdefulla spelare (MVP).

## Pensionering
Den 4 mars 2024 meddelade Kelce att han avslutar sin karriär. Han anses allmänt vara en av de bästa centren i NFLs historia.

## Media
Tillsammans med sin bror Travis Kelce har han podcasten New Height. I maj 2024 offentliggjordes det att Jason Kelce skulle vara en av kommentatorerna på TV programmet Monday Night Countdown på ESPN. 

## Privatliv
Kelce är gift med Kylie Kelce och de har tre barn och väntar sitt fjärde under våren 2025. 

## Utmärkelser och prestationer
- Super Bowl-mästare (LII)
- Super Bowl MVP (LII)
- 7x Pro Bowl-uttag
- 6x All-Pro-val
- 2x First-team All-Pro
- 4x Second-team All-Pro